# 旗本札
旗本札（はたもとさつ）は、江戸時代に知行地を持つ旗本が自領内において独自に発行した紙幣である。

## 概要
旗本札は、その名の通り江戸時代に旗本が知行地において発行した紙幣である。旗本の知行地は通例として藩とは呼ばれないため、藩札とは区別する用語としてこのように呼ばれる。しかし、その発行・運用形態は藩札と非常に類似しているため、広義の藩札として扱われる場合がある。そもそも藩という言葉が後世のものであるため、藩札という名称も当時使われた言葉ではない。それぞれの藩札・旗本札は、藩や旗本によって「○○札」という名前がつけられており、流通していた当時、藩と旗本で区別があった訳ではない。
旗本の知行地は、江戸がある武蔵国を中心とした関東地方にも多く存在したが、これらの地域において旗本札が発行されたという記録はなく、信濃国・三河国以西、九州地方まで、特に近畿地方（近江国・大和国・摂津国・丹波国・但馬国・播磨国）及び中国地方の備中国といった地域に発行例が多い。関東地方は幕府のお膝下にあってその統制力は強く、また札遣いは銀遣い経済の地域である西国で盛んであったことなどが理由であろう。なお、関東諸藩の場合も、上方・西国の飛地領における発行例を除外すれば、明治維新前には藩札を発行していない。畿内に飛地領を有する藩が関東の所領で藩札の発行を試みたが、領民が札遣いに馴染みがなく中止された例もある。
近畿諸国及び備中国においては、幕府領、諸藩領、他地方の藩の飛地領、御三卿領、旗本領などがモザイク状に入り組んでおり、商品経済の先進地域でもあったために、他領地との取引が諸領の経済活動に占める割合が非常に大きかった。また江戸時代後期以降は幕府の意図的な銀単位通貨流通量抑制政策のために手形や藩札類による取引も盛んであったため、旗本領でも領外の藩札などが流入し、自領の経済が悪化するという悪影響が少なからず生じていた。それを防ぐための自衛策として、小藩や関東諸藩の飛び地領などと同様に独自の紙幣を発行せざるを得ない場合も少なくなかった。その一方で、石高が1万石に満たないために旗本とされながら、参勤交代を行い、大名と同様の支配体制を保障された交代寄合や家禄3,000石以上とされる大身の寄合旗本は、やや主体性の高い紙幣発行の事情があった可能性も考えられる。
また、特殊な例として、三河国宝飯郡長澤の旗本松平氏の紙幣がある。長沢松平家は、将軍家に近い家系のため格式が高く、交代寄合の待遇を受けていたが、200石の知行しか持たなかった。このため、幕府から紙幣発行権の許可を得て、その権利を各地の町村などに紙幣発行の法的及び信用上の裏付けとして提供することにより収入確保を図った。この形態の長澤松平氏の旗本札は、近江・大和・河内・和泉・播磨・備中などの諸国で発行された。
明治4年（1871年）に新政府が新通貨制度の構築のために藩札類の発行状況を調べたところ、全国の藩の約8割に当たる244藩、14の代官所、9の旗本領が紙幣の発行を確認し、これらは全て紙幣ごとに新貨交換比率が設定されて処理された。しかしながら、この紙幣を発行した旗本の数は明治初年の段階で新政府がその実態を把握した数に過ぎない。現存する古札類の中には、札面に記された文面から明らかに旗本札に分類されるものが散見され、少なくとも数十の旗本が旗本札を発行していたことが判明している。

## 各地の状況

### 中部地方以東
信濃国（現・長野県）、三河国（現・愛知県東部）、美濃国（現・岐阜県南部）の3国において旗本札の発行が確認されている。この地域の旗本札の発行元旗本は、多くが交代寄合である。

#### 信濃国
信濃国では、小県郡矢沢（現・長野県上田市殿城）の仙石氏が文久2年（1862）12月、幕末の混乱による正銭の流通量減少で生じた商取引上の困難を緩和するために十六文及び二十四文という小額面の銭札を発行した。また、交代寄合衆の伊那衆である伊那郡伊豆木（現・長野県飯田市伊豆木）の小笠原氏は明治初期に紙幣を発行した。伊豆木小笠原氏の紙幣は、発行が明治2年（1869）であり、同時期に全国的に発行された諸藩札と同様、明治新政府が発行した太政官札にやや似た様式の札面となっている。

#### 三河国
三河国では、交代寄合表御礼衆の設楽郡新城（現・愛知県新城市新城）の菅沼氏及び交代寄合衆の四衆に準ずる家である宝飯郡長澤（現・愛知県豊川市長沢町）の長澤松平氏が紙幣を発行した。新城菅沼氏の紙幣は、その発行地が東海道と信濃国を結ぶ信州街道の物流拠点であったこともあり、東海道の宿駅で発行されたいわゆる宿駅札と似た札様式である。長澤松平氏の紙幣は、上述のように諸国で独自に発行されたため、いずれも発行地の札様式の影響を強く受けている。いずれも札遣いの盛んな土地であり、大和国、河内国、和泉国、備中国の紙幣では地域特性もあって引請人は多種多様である。

#### 美濃国
美濃国では、交代寄合表御礼衆である不破郡岩手（現・岐阜県不破郡垂井町岩手）の竹中氏及び交代寄合衆の美濃衆である石津郡多良（現・岐阜県大垣市上石津町宮）の高木氏が紙幣を発行した。西美濃地方の両氏が発行した紙幣はいずれも、生活必需品であった木炭を売買する際に用いることによって流通を図るべく炭会所が発行した炭代札と呼ばれるものである。

### 近畿地方
三都のうちの京・大坂が存在した畿内近国では、紀伊国（現・和歌山県及び三重県南部）や淡路国（現・兵庫県の淡路島全域）などを除いて、関東地方と同様に典型的な非領国地域の状態にあった。旗本札の発行が確認される地域としては、近江国（現・滋賀県）、大和国（現・奈良県）、摂津国（現・大阪府北部及び兵庫県南東部）、河内国（現・大阪府南東部）、和泉国（現・大阪府南西部）、丹波国（現・京都府中部及び兵庫県篠山市・丹波市）、但馬国（現・兵庫県北部）、播磨国（現・兵庫県南西部）がある。
近畿地方は札遣いの中心地であり、旗本の知行地も少なくない。このため旗本札の発行も多くの旗本によって行われている。国ごとに地域特性もあることから、各国における旗本札発行の状況を示す。

#### 近江国
近江国における旗本札発行旗本の特徴としては、交代寄合または寄合といった大身旗本が発行元となっている点が挙げられる。高島郡朽木（現・滋賀県高島市朽木野尻）の朽木氏（交代寄合表御礼衆）は福知山藩朽木家の本家筋で、足利将軍家が有事の際にしばしば頼った名家である。蒲生郡大森（現・東近江市大森町）の最上氏は、出羽国の名族で山形城主であった最上氏が御家騒動により減知のうえ転封し、のちさらに減知により国主格のままで交代寄合表御礼衆となった。神崎郡伊庭（現・東近江市伊庭町）の三枝氏は、甲斐国の名族で武田氏の重臣であった家である。蒲生郡中山（現・蒲生郡日野町中山）の関氏は、伊勢国亀山城主や伯耆国黒坂城主を歴任した大名であったが、御家騒動により領地を没収され、養子が改めて旗本として取り立てられて成立した家である。蒲生郡老蘇（現・近江八幡市安土町東老蘇）の根来氏は、紀伊国の根来寺に所属して豊臣秀吉の根来寺攻撃に抵抗し、のちに徳川家に属した成真院盛重の後裔である。
近江国の旗本札の特徴としては、銀建て、銭建ての札で、紙幣として使用されることが前提のものでありながら、朽木氏の炭切手、伊庭三枝氏の種切手、中山関氏の豆切手、老蘇根来氏の豆手形、大森最上氏の茶切手というように、いずれも商品切手（商品券）の名目をとっている点がある。近江国では、彦根藩、膳所藩、水口藩、大溝藩など、江戸期に発行された同国諸藩の藩札も同様の特徴を有している場合が多い。
老蘇根来氏は、陣屋を構えていた老蘇のほかに、大和国宇智郡の知行地においても札面が類似した様式の紙幣を発行した。

#### 大和国
大和国は日本における商品経済の最先進地域の一つである。札遣いも、藩札、旗本札のほか、日本最古の紙幣として知られる伊勢国の山田端書に類似した発行形態で、吉野郡の自治組織が幕府の許可を得て発行した御免銀札、大寺院や神社が発行した寺社札など、多種多様な紙幣が発行された。また、この地域の経済は、肥料（干鰯や油粕など）の購入や商品作物（木綿、菜種、茶など）の売却のために在郷町が発達し、また主な流通経路である河内国や和泉国、山城国との経済的なつながりが強かった。このため、この地域で発行された藩札、旗本札、寺社札などで、発行元によっては、国境を超えた地に居住する者たちを含め、きわめて多様な引請人を持つ場合がある。また、奈良盆地は米どころであり、米手形形式の銀札の発行例が多い。
高市郡曾我（現・橿原市曽我町）の多賀氏は、近江国の領主であったが、浅井長政、豊臣秀長などを経て徳川家の旗本となった家である。十市郡豊田（現・橿原市豊田町）などを領する佐藤氏は、関ヶ原の戦いで手柄を立て、元から領していた美濃国の所領のほかに、大和国・摂津国・近江国で加増された家である。宇陀郡福地（現・宇陀市榛原区福地）の織田氏は、織田信長の一子織田信雄の裔で、柏原藩織田氏の分家であり、交代寄合のち高家となった家である。十市郡田原本（現・磯城郡田原本町）の平野氏は、羽柴秀吉騎下の賤ヶ岳の七本槍の一人平野長泰の裔で、交代寄合表御礼衆の家である。これらの曾我多賀氏、豊田佐藤氏、福地織田氏、田原本平野氏は、それぞれ領外で取引関係にある多様な在郷商人などが引請の銀札を発行した。
戦国期に京で権勢を誇った三好氏のうち、徳川家康に取り立てられた三好可正の系統は大和国の添下郡丹後庄（現・大和郡山市丹後庄町）及び山辺郡守目堂（現・天理市守目堂町）を所領として有した家である。忍海郡西辻の水野氏は、織田信長、北条氏政などに仕え、後に徳川家の旗本となり、武蔵国の他大和国に所領を有して西辻に陣屋を置いていた家である。葛下郡松塚（現・大和高田市松塚）の桑山氏は、新庄藩桑山氏の分家であり、本家が改易された後も存続した家である。十市郡池尻（現・橿原市東池尻町）の赤井氏は、元は丹波国の土豪であり、後に徳川家に旗本として仕えた家である。高市郡坊城・曲川（現・橿原市東坊城町、曲川町）の藤堂氏は、津藩藤堂氏の分家である。山辺郡平等坊（現・天理市平等坊町）の山口氏は奏者番、伏見城番などを勤めた山口直友の裔である。これらの丹後庄守目堂三好氏、西辻水野氏、松塚桑山氏、池尻赤井氏、坊城曲川藤堂氏、平等坊山口氏は、それぞれ米手形形式の銀札を発行した。
添下郡高山（現・生駒市高山町）の東半分及び隣村の鹿畑（現・生駒市鹿畑町）を領していた堀田氏は、他に常陸国及び近江国にも所領を有し、近江・大和の所領は近江国甲賀郡上田（甲賀市水口町嶬峨）に置かれた陣屋が統括していた。堀田氏は高山において、庄屋の中谷吉兵衛による銀札を発行した。
添下郡豊浦（現・大和郡山市豊浦町）の片桐氏及び添下郡伊豆七条（現・大和郡山市伊豆七条町）の片桐氏は、いずれも小泉藩片桐氏の分家である。前者は明治元年に銭札を、後者は慶應二年に米会所から庄屋・年寄・百姓の請負による米手形形式の銀札を発行した。

#### 摂津国・河内国・和泉国
摂津・河内・和泉の3国は徳川幕府成立以後も大部分が豊臣家の所領であった。このため、この地域における旗本は、関ヶ原の戦い前後から大坂の陣による豊臣家滅亡前後までにかけて、徳川家が勢力拡大及び地域安定化のために地生えの武家勢力・豪商などを取り立てた例が少なくない。大坂近辺では、大坂町奉行のような在坂役人が大坂近辺の役知をそのまま加増地として与えられて知行した場合も少なくないが、旗本札を発行したのは知行地支配力の強い地生え勢力の家々ばかりである。
摂津国能勢郡地黄（現・大阪府能勢郡能勢町地黄）の能勢氏は多田源氏流の名族であるが、豊臣秀吉の能勢郡侵攻によって領地を追われた。流浪を経て五大老筆頭であった徳川家康の庇護を受け、関ヶ原の戦いで戦功を上げて能勢郡の旧領を安堵された。能勢氏はその後、所領を一族で分割支配した。本家の地黄能勢氏は天保年間より旗本札を発行した。分家の能勢郡切畑（現・大阪府能勢郡豊能町切畑）の切畑能勢氏は、加増によって与えられた丹波国氷上郡3ヶ村（現・兵庫県丹波市青垣町）で紙幣を発行した。
摂津国島下郡溝杭（現・大阪府茨木市星見町）に陣屋を構えていた長谷川氏は、江戸時代初期の大名長谷川守知（美濃長谷川藩参照）の子孫である。守知は関ヶ原の戦いで西軍に属し、石田三成の居城佐和山城の守備を担当していたが、敗戦後に東軍に内応して落城のきっかけを作ったため、徳川家に大名として取り立てられた。守知は、寛永年間に没する際、領地を子らに分割して与えたため本家の所領が１万石を切ることとなり、いずれも旗本となった。溝杭長谷川氏は、摂津国島下郡のほか数ヶ所に分散して知行地を有していたが、勤番所を置いていた備中国窪屋郡大内（現・岡山県倉敷市大内）で紙幣を発行した。
河内国では、楠木正成の子孫を称し、烏帽子形城主などをつとめた甲斐荘氏（甲斐庄氏）が、徳川家康に取り立てられて錦部郡5ヶ村（現・大阪府河内長野市）を知行する旗本となり、堺の中浜に蔵屋敷を構えた。甲斐庄氏は河内国の知行地及び和泉国堺の蔵屋敷で紙幣を発行した。
摂津国・和泉国の国境の町である堺（現・大阪府堺市）では、豪商今井宗久の子宗薫が大坂の陣ののちに徳川家に代官として取り立てられることにより旗本となった。今井氏は堺宿院町に屋敷を構え、紙幣を発行した。

#### 丹波国
丹波国は、南東部の丹波亀山藩、南西部の篠山藩、北部の福知山藩などが比較的まとまった領地を持つほかは、小藩領、関東や東北の諸藩の飛地領、旗本領、幕府領などが錯綜する非領国地域であった。旗本札を発行した旗本の知行地の分布は、江戸期に存在した6郡のうち、桑田郡、何鹿郡、氷上郡のみに集中している。
京の町にほど近い口丹波地域には、山陰道の押さえとして丹波亀山藩が置かれ、丹波亀山城を居城としていた。この地域では、桑田郡馬路（現・京都府亀岡市馬路町）の杉浦氏及び桑田郡河原尻（現・京都府亀岡市河原林町河原尻）の武田氏が銀札を発行した。杉浦氏は、和田義盛の裔を称し、徳川家の譜代の臣として多くの旗本を輩出した一族である。馬路杉浦氏の所領は相模国及び丹波国に分散していたが、桑田郡馬路に陣屋を置き、蔵米などの産物の会計を担当する「掛屋」の銭屋覚兵衛による紙幣を発行した。河原尻武田氏は甲斐国の戦国大名武田氏の一族で、丹波国内に分散して所領を有していた。桑田郡河原尻には代官所を置き、蔵元の名で銀札を発行した。
丹波国の北寄りの奥丹波地域の何鹿郡は由良川水運が発達した地域であり、綾部藩、山家藩といった藩のほか、旗本領が散在していた。由良川支流の上林川流域の何鹿郡石橋（城下）（現・綾部市八津合町石橋）の城下藤懸氏は豊臣政権下では大名であったが、関ヶ原の戦いで西軍に付いたため減知され、旗本となった。城下藤懸氏は掛屋から銀札を発行した。城下から上林川のやや下流に陣屋を置いていた何鹿郡十倉（現・京都府綾部市十倉中町）の十倉谷氏と、十倉から北側の山地を超えた位置にある何鹿郡梅迫（現・京都府綾部市梅迫町）の梅迫谷氏は、山家藩谷氏の分家である。十倉谷氏は、掛屋により銀札を発行し、梅迫谷氏は、領内の黒谷が黒谷和紙の生産地であったため、紙会所などから銀札を発行した。
丹波国の西端にあたる氷上郡は、播磨国を経て瀬戸内海の播磨灘にそそぐ加古川（上流域は佐治川とも呼ばれる）の上流域にあたり、経済の中心地である大坂への物流の利便性の高さから、本郷や佐治など、加古川水運の船着場が発達し、郡の範囲を超える広い範囲の物流を担っていた。氷上郡は、柏原藩織田氏の陣屋が柏原（現・丹波市柏原町柏原）にあったが、小藩の上に藩領は丹波国内に散在しており、関東、東海及び近畿諸藩の飛地領や大小旗本領などが混在する非領国地域であった。
氷上郡佐治・小倉（現・丹波市青垣町佐治、青垣町小倉）の牧氏は織田信長や滝川一益の家臣などを経て、豊臣秀吉による小田原城攻めの際に徳川家康の旗本となった家である。氷上郡新郷（現・丹波市氷上町新郷）の安藤氏は、上野国高崎藩安藤氏の分家である。氷上郡本郷（現・丹波市氷上町本郷）の井上氏は、下総国高岡藩井上氏の分家で、遠江国に所領を有していたが、加増により丹波国氷上郡の所領を加えられた家である。氷上郡中山（現・丹波市春日町中山）の川勝氏は、丹波国の国人領主の裔である。これら佐治・小倉牧氏、新郷安藤氏、本郷井上氏、中山川勝氏の諸氏は、銀札あるいは米の代価として支払われることが明記された米代預り銀札を発行した。
氷上郡多田（現・丹波市柏原町南多田）の本多氏は陸奥国白河藩本多氏の分家で、三河国足助に陣屋を置き、一時期加増により1万石を超えたために足助藩を立藩していたことがある。本多氏は丹波国内の知行地支配のために多田村にも陣屋を置き、掛屋による銀札を発行した。
氷上郡大新屋（現・丹波市柏原町大新屋）の佐野氏は、鎌倉幕府御家人、室町幕府鎌倉公方の家臣、豊臣政権下の大名などを経て江戸幕府の大名となった名家であるが、江戸時代初期に改易され、旗本となり存続した家である。大新屋佐野氏は、銭札ながら金兌換を明記した紙幣を発行した。これは、多くの西日本諸藩などと同様に、明治新政府により銀貨幣の通用が停止されたのちに金・銭単位通貨として発行された紙幣と推測される。また、佐治・小倉牧氏発行の紙幣にも、上記の米代預り銀札以外にこの形式のものが認められる。

#### 但馬国
但馬国は京都・大坂の両町奉行所の管轄から外れ、上方から遠いためか、隣国の丹後国などと同様、大藩はないものの、近畿地方としては比較的明確に、出石藩・豊岡藩領、幕府領などがまとまった形で分かれていた。但馬国に所領を有する旗本家は数家あり、旗本札を発行したのは旧守護大名家や大名の一族である。
七味郡村岡（現・兵庫県美方郡加美町村岡区村岡）の山名氏は、室町幕府の三管領四職の一家であった有力大名であるが、因幡国守護であった山名豊国がのちに羽柴秀吉に降り御伽衆となった。関ヶ原の戦いによって徳川家康に取り立てられ、七味郡全域を与えられて交代寄合表御礼衆の旗本となった。明治維新の際には高直しにより村岡藩を立藩したが、旗本であった時期に旗本札を発行した。なお立藩後には、札面の様式を改めて藩札を発行している。
養父郡糸井（現・兵庫県朝来市和田山町寺内）の京極氏は豊岡藩京極氏の分家で、山名氏と同様に四職の一家の後裔である。糸井京極氏は、糸井引替会所発行の札や、大坂の和泉屋重助などが引請人となった札などを発行した。
出石藩主小出氏は、のちに無嗣改易となるまでに、但馬国内に旗本として4家の分家を興した。気多郡水上・山本（現・兵庫県豊岡市日高町水上及び日高町山本）の水上・山本小出氏、出石郡倉見（現・兵庫県豊岡市倉見）の倉見小出氏、養父郡大藪（現・兵庫県養父市大藪）の大藪小出氏、養父郡土田（現・兵庫県朝来市和田山町土田）の土田小出氏である。このうち、少なくとも水上・山本小出氏、倉見小出氏、大藪小出氏が旗本札を発行したことが確認されている。
この他、杉原札と呼ばれる多様な紙幣が現存している。杉原氏は豊岡藩主であったが、幕初に無嗣改易となった。しかし、同族の旗本が存在し、1200石を知行して荒川村に陣屋を構えた。荒川杉原氏はさらに二家の旗本家を分家した後に改易となった。杉原札は、明治維新まで存続した杉原家二家の知行地である奥八代村や猪爪村で発行されたものも含まれており、領民が無断で領主の苗字を冠した紙幣を発行するとは封建秩序の中ではありえないことから、旗本杉原氏二家が発行主体になったものと考えられる。

#### 播磨国
播磨国では、藩札、旗本札、寺社札、町村札、私人札など、きわめて多様な札の発行が確認されている。播磨国は全国でも有数の穀倉地帯で、畿内諸国と同様に商品作物の栽培が盛んであり、人口も多く、姫路藩、明石藩、赤穂藩などがまとまった所領を有するほかは典型的な非領国地域であった。播磨国のほぼ中央部に位置する姫路藩は木綿の専売などで周辺経済に大きな影響力を有していたが、周辺地域の経済は、西国街道、美作・因幡街道などの街道や、加古川、市川、揖保川などの舟運といった物流経路に依存する形で、それぞれ緩やかな小経済地域を形成していた。旗本札の発行形態や図柄も、それぞれの小地域の影響が強い。
播磨国の藩札、旗本札の特徴としては銭匁札が広く発行されている点が挙げられる。銭匁札とは、額面表記は銀の単位である匁・分・厘であるが、一定の銀-銭相場に従って銭で兌換することが明記されたものである。備中国の永銭勘定や九州北部・四国西部の銭匁札などと並んで、江戸時代の貨幣経済システムを語る場合に興味深い商習慣である。
揖東郡新宮の池田氏は、もと東本願寺の執事であった下間氏の一族である。執事職相続の際の内紛が原因で、舅であった姫路藩主池田輝政の家臣となり、さらに池田姓を名乗ることを許され、新宮藩を創設した。のちに無嗣改易となるところを、本家の岡山藩主・鳥取藩主家の奔走によって、減知の上で旗本としての存続が許された。陣屋は、新宮藩当時から引き続いて新宮（現・たつの市新宮町新宮）に置かれた。美作街道は姫路城の城下町のやや西で西国街道（山陽道）から分岐し、北西に伸びて美作国津山城下に達するが、新宮の町は美作街道と水運が盛んであった揖保川とが接近する位置にある。新宮池田氏は銀札及び銭匁札を発行した。
美作街道をさらに下ると、佐用郡平福（現・佐用郡佐用町平福）、佐用郡長谷（現・佐用郡佐用町口長谷）、佐用郡佐用（現・佐用郡佐用町佐用）の松井松平氏3旗本の知行地がある。これらの家は、いずれも山崎藩主の松井松平氏から、佐用郡内の所領を同時に分知されて旗本家として成立した同族である。佐用は美作街道の宿駅で、さらに佐用からは北に因幡街道が分岐する。因幡街道の次の宿駅が平福で、長谷は平福のやや南に位置する。また、これらの陣屋の近傍には千種川水系が水運に利用されていた。地理的にも近い3家であるが、いずれも独自に紙幣を発行した。
赤穂郡若狭野（現・相生市若狭野町若狭野）の浅野氏の知行地は千種川の下流の近傍に位置する。赤穂事件で著名な赤穂藩浅野家の分家で、本家が改易となって赤穂藩が永井氏、さらに森氏の支配となっても、赤穂藩領が大部分を占める赤穂郡の只中に所領を有した。この若狭野浅野氏は大坂の両替商の天王寺屋などが引請人となった銀札、銭匁札を発行した。若狭野の陣屋跡地には紙幣関係業務を行った役所の建物が現存している。
播磨国東部の加東郡家原（現・加東市家原）の浅野氏もまた、赤穂藩主家の分家である。また、赤穂藩浅野氏は居城が存在した赤穂郡の他に、加東郡にも領地を有し、加東郡穂積（現・加東市穂積）に飛地陣屋を置いていたが、赤穂事件に伴う赤穂藩浅野氏の改易後、幕府に公収され、のちに穂積を含む村々が旗本八木氏の知行地となった。八木氏はこの浅野氏の穂積陣屋を利用して采地陣屋とした。なお、八木氏は、のちに戦国大名となった朝倉氏から鎌倉時代に分かれた支族で、織田氏の但馬国侵攻の際には八木城主であったが、織田氏と毛利氏との衝突により采地を失い、のちに関ヶ原の戦いでの戦功によって徳川家の旗本として取り立てられた家である。家原は加古川支流の千鳥川の近傍、穂積は千鳥川と加古川の合流地点付近に位置する。家原浅野氏及び穂積八木氏は、それぞれ銀札及び銭匁札を発行した。
美嚢郡高木（現・三木市別所町高木）の一柳氏は、伊予西条藩主家が改易となり、のち許されて旗本として取り立てられるにあたり、高木を中心とした村々に知行を与えられた。高木は別所氏が拠った三木城の城下町で、豊臣秀吉が免税地としたために金物の町として発展した三木町の近隣に位置し、少し北には加古川の支流である美嚢川が西行している。美嚢郡は木綿の生産地であり、高木一柳氏は木綿切手形式の紙幣を発行した。
神東郡福本（現・神崎郡神河町福本）の池田氏は、鳥取藩の支藩として立藩したが、のちに分家を創設した際に1万石を割ったために交代寄合表御礼衆の旗本となった。福本池田氏及びその分家2家（屋形池田氏・吉冨池田氏）の所領は、市川の上流域に当たる神東郡及び神西郡の北部を占め、福本は市川の東岸近傍にあった。幕末に鳥取藩から蔵米支給を受けて再度立藩したが、福本池田氏は旗本であった文政5年（1822年）及び立藩後の明治初年に銀札及び銭匁札を発行した。

### 中国・四国地方
中国地方及び四国地方は岡山藩（備前国、現・岡山県南東部）・広島藩（安芸国、現・広島県西部）・長州藩（長門国・周防国、現・山口県のそれぞれ西部・東部）・鳥取藩（因幡国・伯耆国、現・鳥取県のそれぞれ東部及び西部）・松江藩（出雲国、現・島根県東部）、徳島藩（阿波国・淡路国、現・徳島県及び兵庫県淡路島）、高知藩（土佐国、現・高知県）といった国持ち大名が多かった地方であり、旗本領が散在するのは非領国地域の支配形態であった備中国（現・岡山県西部）のみである。札遣いが盛んな江戸後期から末期、この地方の旗本としては他に石見国に津和野藩亀井氏の分家旗本が存在したが、旗本札の発行は確認されていない。

#### 備中国
備中国は5万石の備中松山藩以下、あわせて8の小藩及び10以上の旗本家の知行地、幕府領、諸藩飛地領及び御三卿領などで占められていた。これらのうち、同国の全ての藩及び自ら陣屋を構えて領地経営を行っていた旗本のほぼ全てが藩札・旗本札を発行した。備中国は町村や豪農・豪商などが発行した私札類の種類が多いことでも知られる。備中国の旗本で旗本札を発行した家は、戦国大名の有力家臣の末裔や、徳川幕府での大名が減知されて旗本となった家、あるいは大名家の分家である。
賀陽郡浅尾（現・岡山県総社市門田）の蒔田氏（浅尾藩主、のち知行の一部を分知して旗本、さらに幕末に高直しにより再び立藩）と、浅尾蒔田氏から分知を受けて成立した旗本、窪屋郡三須（現・岡山県総社市三須）の三須蒔田氏はそれぞれ独自に旗本札を発行した。
川上郡成羽（現・岡山県高梁市成羽町下原）の山崎氏は肥後国富岡藩や讃岐国丸亀藩などを治めた大名山崎氏の分家で、本家が無嗣改易となったのちも、かつて本家が城主をつとめたことのある成羽城の跡地に陣屋を構えて存続した。交代寄合表御礼衆として遇され、明治維新後に高直しにより立藩した。成羽山崎氏も、旗本であった時期に札を発行している。
戸川氏は、元は戦国大名宇喜多氏の家臣であったが、宇喜多家の内紛の際に徳川家康の仲介があった縁で、のちに旗本に取り立てられた。旗本戸川氏一族は大きく4家に分かれ、都宇郡撫川（現・岡山県岡山市北区撫川）の撫川戸川氏（庭瀬藩主から減知により交代寄合表御礼衆）、都宇郡妹尾（現・岡山県岡山市南区妹尾）の妹尾戸川氏、都宇郡早島（現・岡山県都窪郡早島町早島）の早島戸川氏、都宇郡帯江（現・岡山県倉敷市羽島）の帯江戸川氏がそれぞれ独自に旗本札を発行した。
花房氏もまた宇喜多氏の家臣であったが、宇喜多家の内紛ののち徳川家康の庇護下に入り、関ヶ原の戦いで東軍についた。さらに戦後処理で備中国の鎮撫に当たった功によって旗本に取り立てられた。羽柴秀吉の水攻め（備中高松城の戦い）で有名な備中高松城の近傍、賀陽郡高松の原古才（現・岡山県岡山市北区高松原古才）に陣屋を置き、旗本札を発行した。また、都宇郡津寺（現・岡山県岡山市北区津寺）の旗本榊原氏は花房氏の出自であるが、徳川家康に取り立てられる際に仲介の労をとった譜代大名榊原氏の恩に報いるために姓を榊原に改めた。津寺榊原氏も旗本札を発行した。
水谷氏は、備中松山藩主であったが、本家は無嗣改易となった。しかし、旗本として阿賀郡小阪部（現・岡山県新見市大佐小阪部）の小阪部水谷氏と、川上郡布賀（現・岡山県高梁市備中町布賀）の布賀黒鳥水谷氏が存続してそれぞれ独自に旗本札を発行した。
後月郡井原（現・岡山県井原市井原町）の旗本池田氏は、鳥取藩や岡山藩の池田氏と同族であり、池田輝政の実弟の初代備中松山藩主池田長幸の子孫である。井原池田氏は本家の備中松山藩池田家が無嗣断絶したのちも存続し、旗本札を発行した。
備中国では、藩札及び旗本札の一部に永銭勘定による額面記載がある場合が散見される。永銭とは、室町時代から、江戸幕府による貨幣制度が整う江戸時代初期まで全国的に流通した永楽通宝銭を指す。永楽通寶銭自体は幕府により通用を禁止されたが、呼称は江戸期を通じて永銭一貫文（一千文）を金一両とする金の補助単位として使用された。永銭勘定自体は両替商等でも一般に使用されたが、紙幣の額面として用いられている点はこの地域に特有の特徴である。

### 九州地方
九州地方の旗本は、交代寄合旗本の米良氏を除き大部分が大名の分家であり、知行地の経営も本家の大名に依存している場合が多い。九州地方において旗本札を発行したことが知られているのは豊前国（現・福岡県東部及び大分県北東部）時枝の小笠原氏、豊後国（現・大分県の北東部を除く地域）立石の木下氏、肥後国（現・熊本県及び宮崎県南西の山間部）米良の米良氏である。

#### 豊前国
時枝小笠原氏は中津藩藩主家の分家で、豊前国時枝（現・大分県宇佐市下時枝）を中心とした5,000石を領する旗本であった。時枝小笠原氏が発行した旗本札には、文政9年（1826年）に時枝産物会所、安政5年（1858年）に時枝勘定所より発行した銭匁札などがある。立石木下氏は日出藩藩主家の分家で、豊後国立石（現・大分県杵築市山香町立石）を中心とした5,000石の交代寄合表御礼衆であった。立石木下氏が発行した旗本札には、文政7年（1825年）以降、数度に渡って勘定所などから発行された銭匁札などがある。

#### 豊後国
時枝小笠原氏及び立石木下氏が発行した旗本札には、それらの知行地を含む九州北部で発行された藩札・旗本札に共通した特徴として、額面が銭匁表記になっているものが多く含まれている。銭匁札とは、銀単位（匁・分・厘）の額面の札でありながら、時の銀-銭相場に従って銭で兌換することが明記されている紙幣を指す。銭匁札自体は丹後国・播磨国・伊予国などの地域にそれぞれ独自に（少なくとも地理上の連続性がなく）発行されていたことが確認できる。しかし、九州北部諸藩・旗本発行の札は、予め銀-銭の交換比率を札面に明記している（Ex.七銭拾匁：一匁あたり七十文で引き換えるという意味で、銭七百文に兌換するという表示）という他地域とは異なる際立った特徴を持つものがある。

#### 肥後国
米良氏は、南北朝時代には南朝方につき、敗れた後、九州山地の肥後国米良郡米良山中に逃れた名族菊池氏の末裔である。徳川家康より米良山が鷹巣山に指定されたことが縁で召し出され、交代寄合衆（四衆に準ずる家）となった。米良氏は江戸中期以降は肥後国米良の中心地小川（現・宮崎県児湯郡西米良村小川）に館を構えた。領地が山中のため米はほとんど収穫できず、石高は無高とされたが、材木、楮、茶、椎茸などを金穀に換えて収入としていた。米良氏が発行した旗本札には、文久2年（1862年）ごろ発行と推定される五百文、百文、四十八文の額面の御勝手座発行の銭預札がある。米良氏は軍事的・政治的・経済的に肥後国人吉藩、日向国諸藩、薩摩藩など領境を接する諸藩と強いつながりを持っていたが、これら3地域は、藩札の額面表記（銀建て、銭建てなど）や様式についてそれぞれ異なった特徴を有する。米良氏の旗本札は、銭額面表記、札面の様式などから日向国諸藩の藩札の影響が強い。